# Fast form

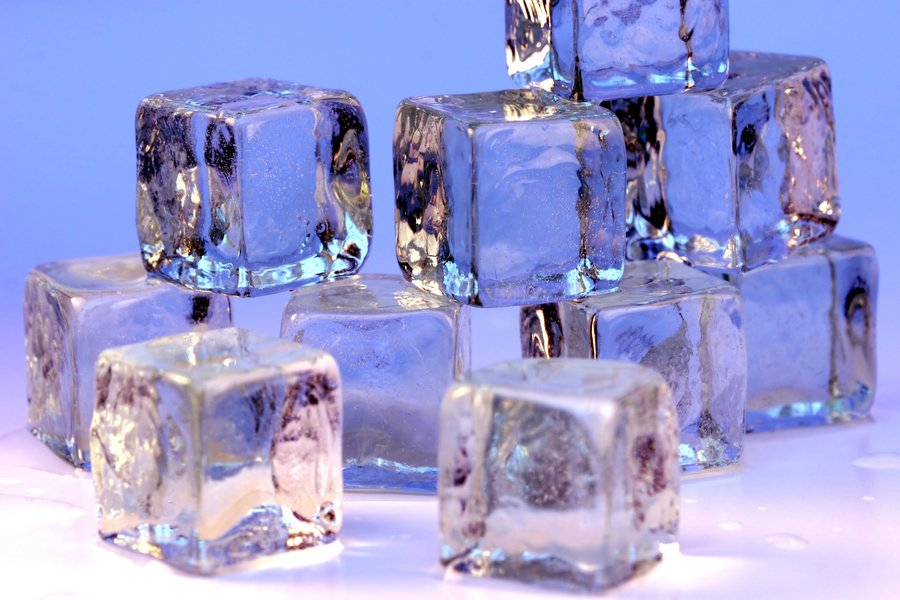
Isbitar, vatten i fast form.

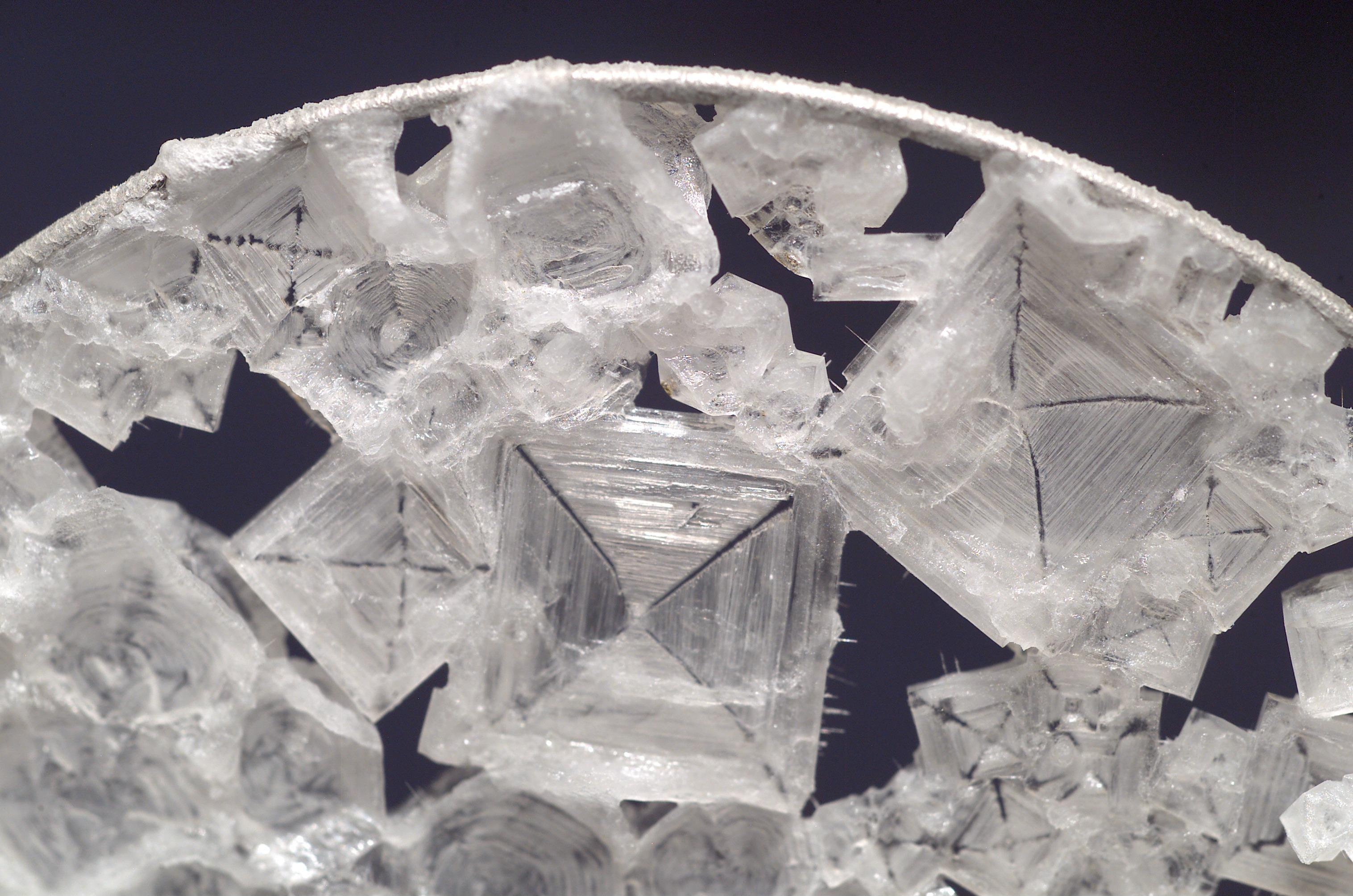
Kristaller av natriumklorid.

Fast form, även solid form, är ett av de fyra fundamentala aggregationstillstånden och innebär att ett ämne inte är vätska, gas eller plasma. En fast substans skiljer sig från vätskor, gaser och plasman genom att den inte lika lätt ändrar sin form som dessa. De flesta ämnen intar fast form vid lägre temperaturer. Övergång från fast till flytande form kallas smältning. Vid övergången bildas latent värme.
Symbolen (s) används inom kemin och fysiken för att ange att ett ämne är i fast form. Symbolen sätts i samma teckengrad, i rak stil, tätt intill det ämne eller den förening det tillhör: H2O(s) betecknar vatten i fast form, det vill säga is. 

## Mekaniska egenskaper
En fast substans utövar motståndskraft när den utsätts för skjuvspänning genom elastisk deformation. Skjuvspänningen är, enligt Hookes lag, proportionerlig mot deformationen. Motsatsen till en solid är en fluid som inte kan ta upp skjuvspänning. Skjuvkraften för en fluid är istället proportionerlig mot deformationshastigheten. Sambandet mellan kraft och deformation studeras i hållfasthetslära.

## Struktur
Fasta former har ofta atomer som man med mikroskop kan se vara formade i en regelbunden struktur som kallas kristallgitter. Det är ytterst energikrävande att deformera dessa gitter. Det är detta som gör att den fasta formen ofta är mer beständiga än de andra aggregationstillstånden.